# Rosa (canção de Anitta)
"Rosa" é uma canção da cantora e compositora brasileira Anitta e do cantor e compositor estadunidense Prince Royce, incluída no quarto álbum de estúdio de Anitta, Kisses (2019). Foi lançada como single oficial do álbum em 9 de julho de 2019. “Rosa” é a oitava faixa do álbum e foi gravada em espanhol.

## Recepção
A cação recebeu uma menção de honra na TIME, uma das mais conhecidas revistas de notícias semanais do mundo, publicada nos Estados Unidos. A publicação fez uma lista com as dez melhores músicas de 2019, sendo "Rosa" a primeira citada.
“Em seu álbum Kisses, Anitta, a maior popstar do Brasil, mostra seus pontos fortes como uma artista trilíngüe – ela canta em espanhol, português e inglês – capaz de mudar do baile funk brasileiro para a bossa nova. Mas é em ‘Rosa’ que ela mais se destaca: é uma faixa trap-pop impulsionada pela aparição do artista Prince Royce, sendo que Anitta tira o máximo proveito de sua voz sedutora, cantando em espanhol expressivo que não precisa tradução. Com suas sombrias camadas de sintetizador e estrutura de um dueto sensual, é uma música que também coloca, com sucesso, ritmos latinos tradicionais em um novo contexto contemporâneo”, escreveu a colunista Raisa Bruner.

## Apresentações ao vivo
A primeira apresentação aconteceu em 6 de junho de 2019 a FM O Dia. Em 1 de agosto do mesmo ao a cantora cantou a canção no Programa Dia a Dia do canal de televisão aberta colombiano Caracol Televisión.

## Faixas e formatos
| Download digital |                           |                                                                                                 |         |  |
| N.º              | Título                    | Compositor(es)                                                                                  | Duração |  |
| 1.               | "Rosa" (com Prince Royce) | Anitta Andrés Saavedra Dan Valbusa Feid Geoffrey Rojas Jean Rodriguez Marcelo Ferraz Pedro Dash | 3:40    |  |